# Aristée de Proconnèse
Pour les articles homonymes, voir Aristée (homonymie).
Ἀριστέας ὀ Προκοννήσιος
Compléments
Auteur des Arimaspées (perdues)

Localisation de l'île de Marmara, la Proconnèse traditionnelle, en Propontide. Se basant sur un passage de Strabon qui distingue une ancienne Proconnèse de la nouvelle, G. Huxley suggère de voir dans l'île d'Haloné (actuelle Pasaliman) cette ancienne Proconnèse, d'où serait originaire Aristée.

Aristée de Proconnèse (en grec ancien Ἀριστέας ὀ Προκοννήσιος / Aristéas, en latin Aristeas Proconnesius, en français parfois « Aristéas de Proconnèse ») est un poète voyageur semi-légendaire originaire de Proconnèse en Propontide, actif vers 600 av. J.-C. Adorateur d'Apollon hyperboréen, il voyagea vers le nord chez les Scythes, où il fut peut-être initié aux pratiques chamaniques, devenant ainsi ce que les Grecs appelaient un iatromante.

## Biographie
Régulièrement, l'activité d'Aristée est située vers 650 av. J.-C., un peu avant celle d'Épiménide (vers 650). D'après la Souda, il aurait vécu au VIe siècle av. J.-C., « aux temps de Crésus et de Cyrus, au cours de la 50e olympiade » (580-576 av. J.-C.). Cette datation est néanmoins sujette à caution ; ainsi, A. Ivantchik suggère une période beaucoup plus basse (seconde moitié du VIe siècle, voire le premier quart du Ve siècle av. J.-C.), considérant qu'« aucun mot des fragments des Arimaspées qui pouvait être utilisé pour sa datation ne correspond à l’usage de la littérature des VIIIe-VIIe siècle av. J.-C. » Un miroir représentant les Arimaspes, datant de 575 av. J.-C. environ, est toujours visible aujourd'hui.
Il est, chez Hérodote, « fils de Caystrobios » (IV, 13), issu « d'une des meilleures familles de son pays » (IV, 14). La Souda reprend le nom de Caystrobios et y ajoute celui de Démocharis (Ἀριστέας, Δημοχάριδος ἢ Καυστροβίου). D'après G. Huxley, le premier nom laisse penser que sa famille était originaire d'Ionie (peut-être d'Éphèse).

« De son côté, Aristéas, fils de Caystrobios, de Proconnèse, dans un poème épique [Arimaspées], raconte que, possédé de Phébus, il alla chez les Issédons, qu'au-dessus des Issédons habitent les Arimaspes, hommes qui n'auraient qu'un œil ; au-dessus des Arimaspes, les griffons gardiens de l'or ; au-dessus des griffons, les Hyperboréens qui s'étendent jusqu'à une mer ; que, sauf les Hyperboréens, tous ces peuples, à commencer par les Arimaspes, font constamment la guerre à leurs voisins ; que les Issédons furent chassés de chez eux par les Arimaspes, les Scythes par les Issédons ; et que les Cimmériens, qui habitent la côte de la mer du Sud, sous la pression des Scythes abandonnèrent leur pays. Ainsi, lui non plus n'est pas concernant ce pays, d'accord avec les Scythes. »

— Hérodote, Histoires (IV, 14)
La tradition lui attribue des pouvoirs chamaniques : il était sujet à des transes et avait le don de bilocation. Hérodote (IV, 14) rapporte ainsi qu'Aristée tomba en catalepsie dans l'atelier d'un foulon à Proconnèse ; mais qu'avant que ses disciples puissent le relever, son corps avait disparu ; qu'ensuite il revint six ans plus tard les retrouver. Par ailleurs, toujours selon Hérodote (IV, 15), deux cent quarante ans après cette mort supposée, un homme du nom d'Aristée arriva vers 470 av. J.-C. dans la ville de Métaponte en Calabre, prétendant que depuis deux siècles il avait accompagné Apollon sous la forme d'un corbeau. Il demanda aux habitants qu'on lui érige une statue et qu'on dresse un autel dédié à Apollon, puis disparut. Cela daterait Aristée vers 710 av. J.-C., ce qui est incompatible avec l'histoire de Proconnèse.
Cette dimension chamanique relie Aristée à d'autres penseurs « hyperboréens » ou « apolliniens ». Ainsi pour Apollonios Dyscole, « À Épiménide, Aristée, Hermotime, Abaris et Phérécyde a succédé Pythagore (...) qui ne voulut jamais renoncer à l'art de faiseur de miracles. » Le premier à noter cet aspect fut Karl Meuli.

## Œuvre

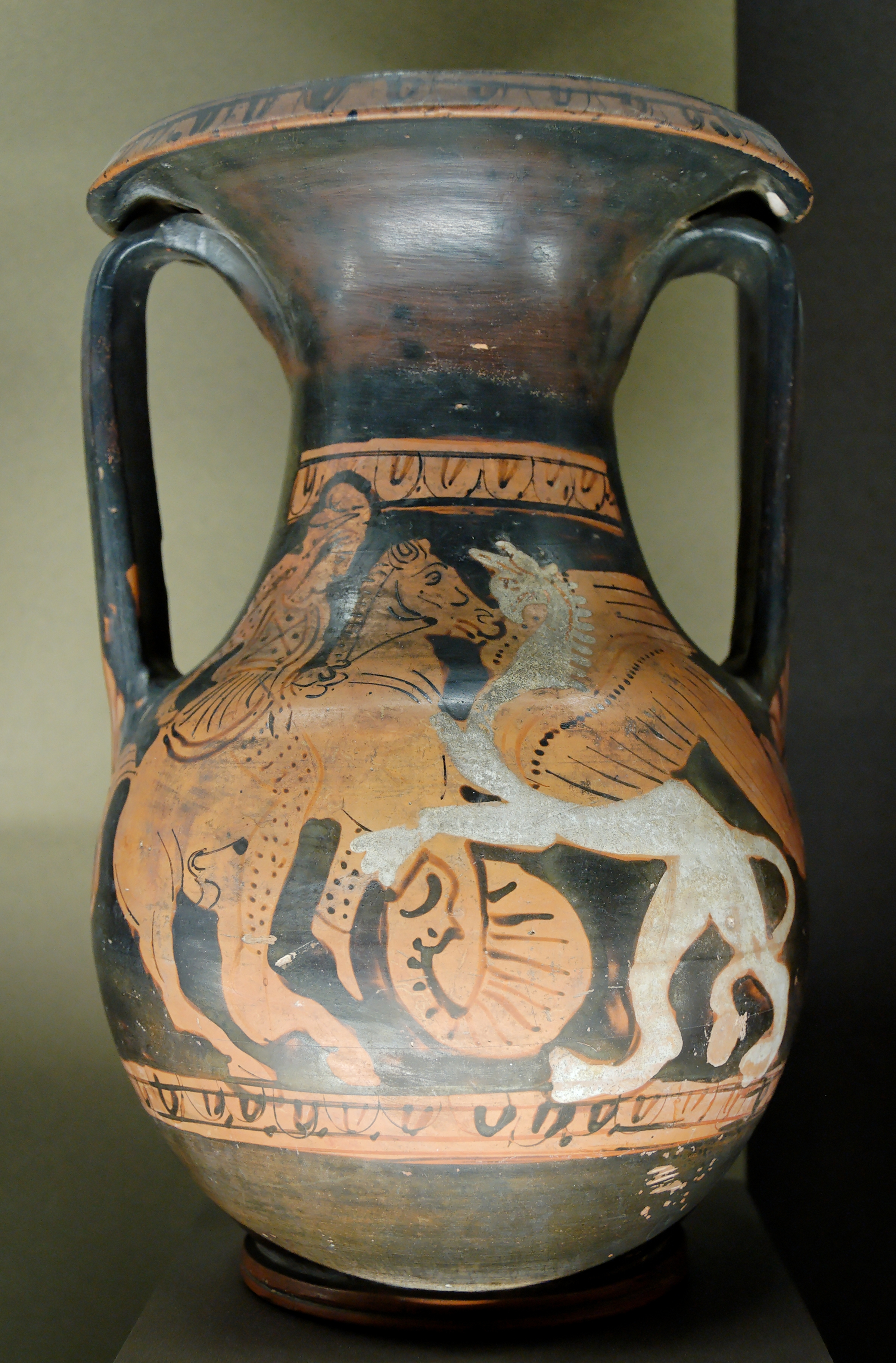
Arimaspe combattant un griffon, matière sans doute issue des Arimaspées, péliké attique à figures rouges, v. -375--350, musée du Louvre.

L’historien Hérodote et la Souda attribuent à Aristée un poème intitulé Arimaspées (Ἀριμάσπεια / Arimáspeia), dont il ne nous reste que quelques fragments, douze vers en tout préservés par Tzetzès et le pseudo-Longin. L'auteur y raconte un voyage qu'il fit dans les pays du nord, au-delà de la Thrace. D'après Hérodote, il y rencontra une tribu, les Issédones, qui lui parla d'autres tribus vivant encore plus loin au nord, les Arimaspes pourvus d'un seul œil, qui combattent les griffons, gardiens d'un trésor, et les Hyperboréens chez qui Apollon réside en hiver.
L'authenticité de son récit est sujet à de nombreuses discussions. L'interprétation des poèmes dépend essentiellement de celle donnée par Hérodote. Certains historiens suggèrent qu'Aristée n'effectue en réalité aucun voyage physique, mais uniquement chamanique au travers de ses transes. Cependant, en dehors des éléments fantastiques, les récits s'appuient sur des éléments rationnels laissant supposer qu'il s'y trouve bien un fond historique.

### Fragments
- (grc) Malcolm Davies, Epicorum Graecorum Fragmenta, Vandenhoek et Ruprecht, Göttingen, 1988  (ISBN 3-525-25747-3), fr. 81-88.
- Robert Brasillach, Anthologie de la poésie grecque, Stock, 1950 (rééd. 1995, Le Livre de Poche)  (ISBN 2-25301-517-2).
- Jacques Lacarrière, En cheminant avec Hérodote, Hachette, coll. « Pluriel »  (ISBN 2-01278-888-2).
- G. Colli, La Sagesse grecque, 1977, t. 1 : Dionysos, Apollon, Éleusis, Orphée, Musée, Hyperboréens, Énigme, L'Éclat, 1990, p. 321-337 (Aristée) et t. 2 : Épiménide, Phérécyde, Thalès, Anaximandre, Anaximène, Onomacrite, p. 44-103. Texte grec et traduction française.

### Études
- (en) J.D.P. Bolton, Aristeas of Proconnesus, Oxford, 1962, p. 1-183. Contient aussi une édition des fragments.
- K. Dowden K., « Deux notes sur les Scythes et les Arimaspes », dans Revue des études grecques no 93, 1980, p. 486-492.
- (en) George Huxley, « Aristeas and the Cyzicene », dans Greek, Roman and Byzantine Studies no 27, 1986.
- Askold Ivantchik, « La Datation du poème l’Arimaspée d'Aristéas de Proconnèse », dans L'Antiquité classique no 62, 1993, p. 35-67.
- Stéphane Mercier, « Par-delà les Scythes et au sud des Hyperboréens : Aristéas de Proconnèse et les Arimaspées, entre mythe et réalité », dans Folia Electronica Classica no 11, janvier-juin 2006, Louvain-la-Neuve [lire en ligne].

## Sources
- Aulu-Gelle, Nuits attiques [détail des éditions] (lire en ligne) (IX, 4, 1-5).
- Hérodote, Histoires [détail des éditions] [lire en ligne] (IV, 13-16).
- Origène, Contre Celse (III, 27).
- Pausanias, Description de la Grèce [détail des éditions] [lire en ligne] (I, 24, 6).
- Pline l'Ancien, Histoire naturelle [détail des éditions] [lire en ligne] (VII, 2, 2).
- (en + grc) Souda (lire en ligne) (s.v. Ἀριστέας).
- Thucydide, La Guerre du Péloponnèse [détail des éditions] [lire en ligne] (VII, 23, 2).